# Dawn Butler
Pour l’article homonyme, voir Butler.
Dawn Petula Butler (née le 3 novembre 1969) est une femme politique britannique du parti travailliste qui est députée de Brent South de 2005 à 2010, de Brent Central de 2015 à 2024, et pour Brent East depuis cette même année.
Elle sert dans le Gouvernement Brown en tant que ministre de la jeunesse de 2009 à 2010. En octobre 2016, elle est nommée au nouveau poste de ministre du Cabinet fantôme pour la diversité, et en août 2017, elle est nommée secrétaire aux femmes et de l'égalité dans le shadow cabinet.

## Jeunesse
Elle est née à Forest Gate dans l'Est de Londres, de parents immigrés jamaïcains Milo Butler et Ambrozene Butler, dans une famille avec une sœur et quatre frères,. Elle fait ses études à la Tom Hood School de Leytonstone et au Waltham Forest College, tous deux à Londres.
Elle travaille en tant qu'officier du syndicat GMB, sur les questions d'égalité. Elle est également conseiller du maire de Londres, Ken Livingstone, sur l'emploi et les questions sociales.

## Carrière parlementaire

### Premier mandat (2005-2010)
Elle cherche d'abord à être sélectionnée comme candidate travailliste à Hackney South et Shoreditch, où elle figure sur une liste restreinte de femmes, mais sans succès. Elle se présente à la sélection pour West Ham en 2005 mais n'est pas sélectionnée. Après le départ à la retraite de Paul Boateng pour devenir haut-commissaire britanniqueen Afrique du Sud, elle est sélectionnée comme candidate travailliste à Brent Sud et conserve le siège pour son parti aux Élections générales britanniques de 2005 avec une majorité de 11 326 voix. Elle est la troisième femme noire à devenir députée britannique après Diane Abbott et Oona King.
Elle s'investit sur les questions de Jeunesse. Le 24 octobre 2006, elle est nommée présidente du Groupe parlementaire multipartite sur les affaires de la jeunesse et elle est vice-présidente honoraire du British Youth Council. Après que Gordon Brown soit devenu Premier ministre en juin 2007, elle est l'une des six vice-présidents du Parti travailliste, avec une responsabilité particulière pour les questions de jeunesse,.
Elle est nommée au Comité spécial de la modernisation de la Chambre des communes peu après son élection et siège à des comités permanents. En novembre 2007, elle est nommée au comité spécial des enfants et des familles. Plus tôt (en novembre 2005), elle avait été promue Secrétaire parlementaire privé de la ministre de la Santé Jane Kennedy, mais décide de se retirer de ce poste au début de 2006.
Elle est promue whip adjointe le 12 septembre 2008.
La circonscription de Butler, Brent South, est abolie lors des Élections générales britanniques de 2010. Son territoire est principalement divisé en deux nouvelles circonscriptions: Brent Central et Brent North. Elle est choisie comme candidate travailliste dans Brent Central mais perd contre Sarah Teather, la candidate libérale démocrate, qui a été la députée de Brent East, qui a également été abolie lors des élections générales.

### Deuxième mandat (depuis 2015)
Elle est la candidate travailliste pour Brent Central aux élections générales de 2015. Avant l'élection, Teather annonce qu'elle se retirerait du Parlement. Butler est réélue au Parlement avec une majorité de plus de 19 000 voix.
Elle est présidente du groupe parlementaire des femmes travaillistes. Après un vote en septembre 2016, elle est remplacée par Jess Phillips.
Après que Jeremy Corbyn ait été réélu leader en 2016, elle est nommée ministre fantôme du Travail pour la diversité en octobre 2016. En février 2017, elle démissionne de ce poste avant le vote en deuxième lecture du projet de loi qui déclenche le Retrait de l'Union européenne. Le parti demandait aux députés travaillistes de voter pour.
Elle est reconduite dans ses fonctions de ministre fantôme pour la diversité en juin 2017. Le même mois, elle lance un nouveau groupe parlementaire multipartite, le Black Black Caucus, chargé des questions relatives aux minorités ethniques. En août 2017, à la suite de la démission de Sarah Champion, elle devient Secrétaire d'État pour les femmes et les égalités du cabinet fantôme.
Elle est réélue aux élections générales de 2019. Elle est la première à déclarer sa candidature aux élections à la direction adjointe du Parti travailliste de 2020,. Elle est décrite comme l'une des "alliées les plus proches" de Corbyn.